# Mycosphaerella personata
Mycosphaerella personata är en svampart som beskrevs av B.B. Higgins 1929. Mycosphaerella personata ingår i släktet Mycosphaerella och familjen Mycosphaerellaceae.   Inga underarter finns listade i Catalogue of Life.